# Lenka Ptáčníková
Lenka Ptáčníková (* 16. Januar 1976) ist eine tschechisch-isländische Schachspielerin, die für den isländischen Schachbund spielt.

## Leben
Auch ihr älterer Bruder Petr (* 1973) ist ein Schachspieler. Sie heiratete im Jahr 2002 den isländischen Schachgroßmeister Helgi Áss Grétarsson. Am 28. Mai 2004 erhielt sie die isländische Staatsbürgerschaft. Inzwischen ist sie mit dem in Island lebenden ägyptischen Schachtrainer Omar Salama verheiratet. Bei den isländischen Schülermeisterschaften 2007 und 2009 war sie Hauptschiedsrichterin.

## Erfolge
1994 und 1996 gewann sie die tschechische Einzelmeisterschaft der Frauen, 2006, 2009, 2010, 2012, 2013, 2014, 2015 und 2016 die isländische Frauenmeisterschaft. Die Nordische Meisterschaft der Frauen gewann sie 2005 im finnischen Vammala, 2007 im dänischen Helsingør und 2017 im schwedischen Växjö.
Sie trägt seit 1996 den Titel Internationaler Meister der Frauen (WIM) und seit 2000 den Titel Großmeister der Frauen (WGM). Eine Norm zum Erhalt des Titels Internationaler Meister (IM) erzielte sie bei der Schacholympiade 2010. Die isländische Frauenrangliste führt sie seit ihrem Verbandswechsel an.

## Nationalmannschaft
Ptáčníková nahm seit 1994 an allen elf Schacholympiaden der Frauen teil: Bis 2002 spielte sie für Tschechien, seit 2004 für Island. Bei 113 Partien auf Schacholympiaden erspielte sie 73 Punkte (+53 =40 −20). Mit der tschechischen Nationalmannschaft nahm sie 1997 am dritten Brett des Mitropa-Cups teil (neben Petra Krupková war sie die einzige Frau, die an dem Turnier teilnahm), für Island spielte sie bei den Mannschaftseuropameisterschaften der Frauen 2005, 2013 und 2015 am Spitzenbrett.

## Vereine
In Island spielte Ptáčníková für die Mannschaft von Taflfélagið Hellir, mit der sie auch 2003 am European Club Cup der Frauen teilnahm. In der tschechischen Extraliga spielte sie in der Saison 1997/98 für den ŠK Dům armády Prag. In der britischen Four Nations Chess League spielte sie für die Slough Sharks.